# Ficus semivestita
Ficus semivestita är en mullbärsväxtart som beskrevs av Edred John Henry Corner. Ficus semivestita ingår i släktet fikonsläktet, och familjen mullbärsväxter. Inga underarter finns listade i Catalogue of Life.